# 西費里迪 (路易斯安那州)
西費里迪（英語：West Ferriday）是位於美國路易斯安那州康科迪亞堂區的一個非建制地區。

## 地理
西費里迪所處的海拔為高於海平面16米（即52英呎），而該地所採用的時區為UTC-6，即北美中部時區（CST）。同時該地設有夏令時間，為UTC-6調快一小時，即UTC-5（CDT）。